# Dynamenella mossambicus
Dynamenella mossambicus är en kräftdjursart som beskrevs av Ortiz, Berze-Freire och Wasikete 1990. Dynamenella mossambicus ingår i släktet Dynamenella och familjen klotkräftor. Inga underarter finns listade i Catalogue of Life.